# Тавара Тода

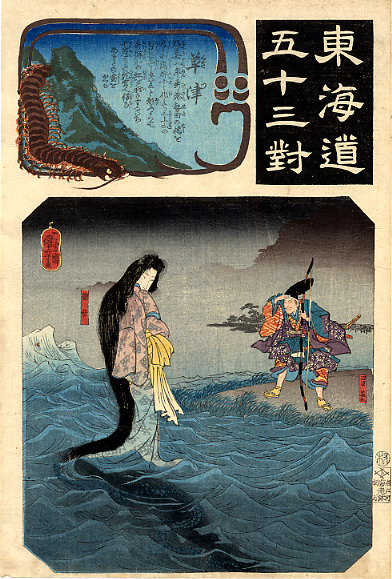
Дракон-принцесса и Фудзивара-но Хидэсато (иллюстрация Утагава Куниёси, 1845 год)

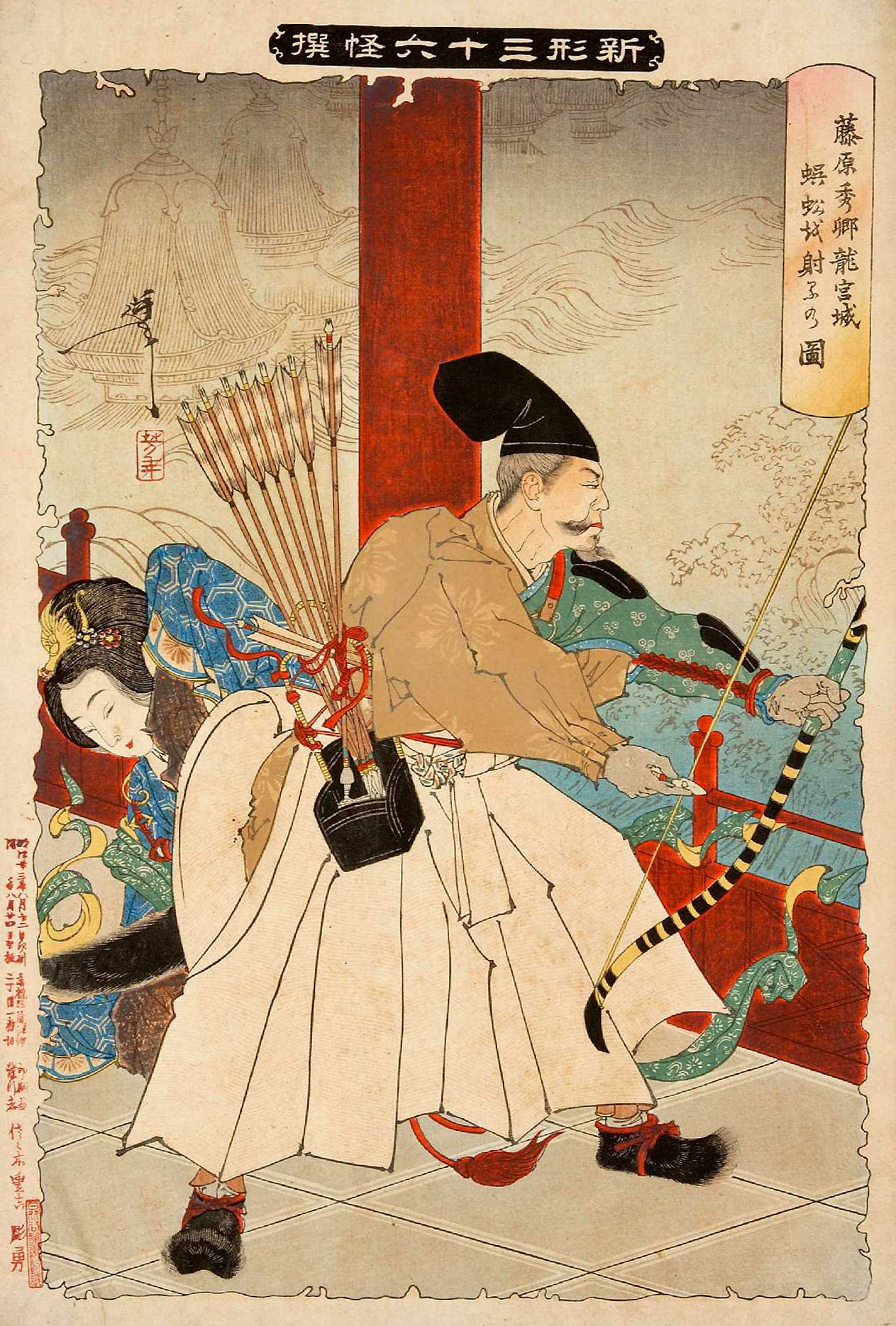
Фудзивара-но Хидэсато стреляет в гигантскую сколопендру (Цукиока Ёситоси, 1890 год)

Тавара Тода (яп. 俵藤太 Тавара То:да, «Тода Соломенный Мешок») — японская народная сказка о герое, убившем гигантскую сколопендру Сэцу, чтобы помочь дракону-принцессе, и получившем награду в её подводном Рюгу-дзё (яп. 竜宮城, драконьем дворцовом замке).
«Хонтё кайдан кодзи» (яп. 本朝怪談故事), записанный в 1711 году, содержит самую известную версию этой японской мифологической сказки о воине Фудзивара-но Хидэсато. Существует синтоистская святыня около Моста Сэты на озере Бива, где верующие люди поклоняются Таваре Тоде. В имени главного героя присутствует игра слов: слово «тавара» (яп. 俵) означающее «соломенный мешок для риса», читается так же, как и «тавара» (яп. 田原) — обычная японская фамилия.

## Наиболее распространённый сюжет
В былые времена, когда Фудзивара-но Хидэсато (который жил в первой половине X века), пересекал озеро через мост, поперёк него лежал большой змей. Герой, однако, нисколько не смущаясь, спокойно перешагнул через чудовище, которое сразу же нырнуло в воды озера и возвратилось в облике красивой женщины. Прекрасная незнакомка сказала, что две тысячи лет живёт она под этим мостом, но никогда ещё не встречала такого храброго человека. По этой причине она просит его уничтожить своего лютого врага, гигантскую сколопендру, которая убила её сыновей и внуков. Хидэсато пообещал ей сделать это, и, вооружившись луком и стрелами, остался поджидать сколопендру на мосту. Тут сползли с вершины горы Миками (Микамияма) два огромных фонаря, светящие так же ярко, как двести факелов. Это были глаза сколопендры. Хидэсато послал в направлении огней три стрелы, после чего свет погас, и монстр умер. Дракон-принцесса, исполненная радостью и благодарностью взяла героя в свой великолепный дворец, где угостила его разными вкусными кушаньями и наградила его отрезом шёлка, мечом, доспехами, колоколом для храма и мешком риса («тавара»). Она сказала, что сколько бы ни отрезали шёлка, пока жив герой, он никогда не закончится. А мешок риса никогда не будет пустым.
Хидэсато впоследствии пожертвовал этот колокол храму Мии-дэра на горе Хиэй, но затем колокол похитил священнослужитель из конкурирующего монастыря Энряку-дзи. Он бросил его в подножие горы после того, как колокол с ним заговорил. Треснувший колокол был возвращён в Мии-дэре, а прибывшая маленькая змейка (дракон), использовала силу хвоста, чтобы исправить нанесённый ущерб.

## Варианты сюжета
В японском эпосе XIV столетия — «Тайхэйки» записана более ранняя версия легенды о Хидэсато, отсылающая во времена войны Гэмпэй. Дракон, согласно этой версии, превращается не в красавицу, а в «странного маленького человечка», который оказывается самим Драконом-императором.

## Издания
Эта сказка была включена в сборник японских сказок Эйко Теодоры Одзаки и в «Книгу драконов» Рут Мэннинг-Сандерс.